# 巴赫尔坚
巴赫尔坚是土库曼斯坦阿哈爾州的城市，位于科佩特山脈北麓，距离首都阿什哈巴德西北约100千米。

## 城市名称
1993年5月5日，该地被更名为巴哈尔登（羅馬化：Bakharden），在2003年10月23日再度被更名为巴哈尔雷，其名称在土库曼语中意为“春天般的”。2018年1月5日，该市再次被改为现名。

## 工业
该市的水泥厂于2005年投入运营，设计产能为每年100万吨水泥。